# Matang Sijuek Teungoh
Matang Sijuek Teungoh is een bestuurslaag in het regentschap Aceh Utara van de provincie Atjeh, Indonesië. Matang Sijuek Teungoh telt 898 inwoners (volkstelling 2010).